# Edwin Tully Newton
Pour les articles homonymes, voir Newton.
 (février 2017).
Si vous disposez d'ouvrages ou d'articles de référence ou si vous connaissez des sites web de qualité traitant du thème abordé ici, merci de compléter l'article en donnant les références utiles à sa vérifiabilité et en les liant à la section « Notes et références ».
Edwin Tully (ou Tulley) Newton est un paléontologue britannique, né le mai 1840 à Londres et mort le 28 janvier 1930 dans cette même ville.

## Biographie
Apprenti artisan, le jeune Newton acquiert une grande dextérité qui lui servira pour réaliser, plus tard, de délicates manipulations. C’est à cette époque qu’il commence à s’intéresser à l’histoire naturelle et suit les cours de Thomas Henry Huxley (1825-1895) à l’école royale des mines de Londres. Il devient son assistant en 1865 lorsque Huxley travaillait pour le service de recherche géologique. En 1882, il devient paléontologue dans ce service, fonction qu’il occupe jusqu’à son départ à la retraite en 1905.
L’une des premières réussites de Newton est la réalisation de préparations pour le microscope de lamelles de charbon qui sont utilisées par Huxley durant ses cours. Elles permettent de voir les spores constituants certaines houilles. Durant sa vie professionnelle, il s’intéresse en particulier aux vertébrés fossiles : mammifères, oiseaux et  poissons. Newton fait paraître alors plusieurs articles importants comme Cretaceous Chimaeroid Fishes (1878), The Verbetrata of the Forest Bed Series of Norfolk and Suffolk (1882), The Vertebrata of the Pliocene Deposits of Britain (1891).

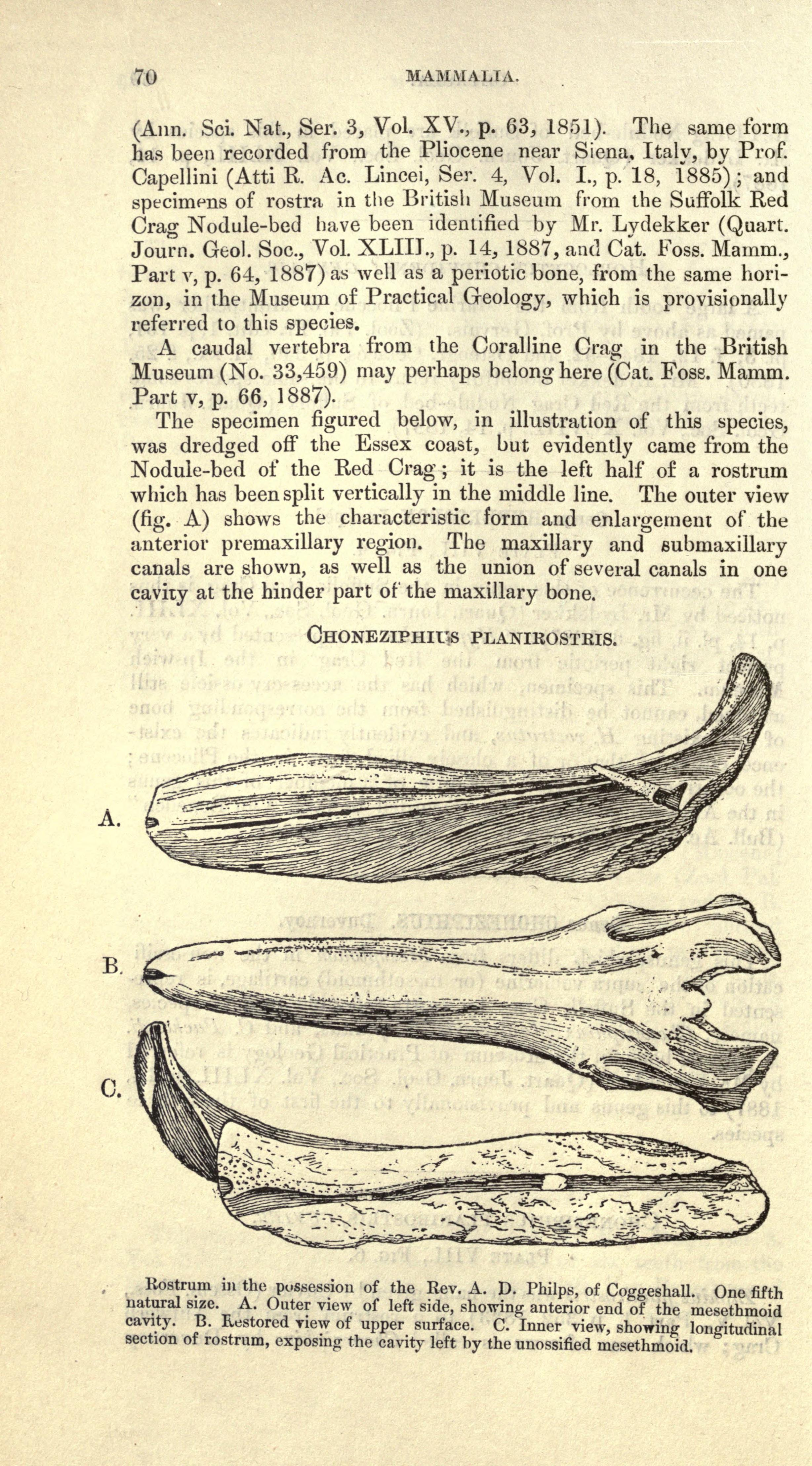
Une page de l'article The Vertebrata of the Pliocene deposits of Britain

Newton participe activement à la vie scientifique britannique notamment à travers les sociétés savantes notamment de géologie et de paléontologie ainsi que de la Société zoologique de Londres et de la Royal Society (membre en 1893). Il reçoit la médaille Lyell décernée par la Société géologique de Londres en 1893.